# Stepanowka (Rylsk)
Stepanowka (russisch Степановка) ist ein Dorf in der russischen Oblast Kursk. Der Ort liegt im Rylski rajon an der Europastraße 38.
Stepanowka wurde vom ukrainischen Kosakenführer Iwan Stepanowytsch Masepa gegründet und ist nach ihm benannt.